# Ifeoma Fafunwa
Ifeoma Fáfúnwá est une directrice de théâtre, dramaturge, artiste et activiste qui vit et travaille à Lagos, au Nigeria,. Son activisme créatif cible les inégalités et l'autonomisation des femmes, des jeunes et des filles. Elle est la fondatrice et directrice créative de la Fondation iOpenEye Africa ; une organisation nigériane à but non lucratif, axée sur l'utilisation de l'art de la performance pour conduire le changement social.
Sa pièce, Hear Word! (en), qu'elle a réalisée et co-écrite, a été vue par plus de 120 000 spectateurs en direct à travers le monde. Elle a été classée parmi les « 12 artistes qui ont changé le monde en 2019 ». Le travail militant d'Ifeoma est présenté dans le film documentaire primé intitulé MrsF (sur Al Jazeera).

## Biographie
Ifeoma est née à Lagos, au Nigeria, de Carol Obianwu, professeure de physique qui était directrice adjointe du St. Gregory's College, et de Walter Obianwu, un joueur de tennis de compétition internationale. Elle fréquente l'école primaire St. Mary's, à Lagos, et le Holy Child College, à Obalende. À 17 ans, elle déménage aux États-Unis pour poursuivre ses études universitaires. Après avoir obtenu son diplôme, elle travaille pendant plusieurs années comme designer d'architecture d'intérieur à Atlanta et comme directrice créative dans une agence de publicité à Denver. Colorado. Elle déménage ensuite à Los Angeles pour se rapprocher du cinéma, du théâtre et de la télévision.
Elle est titulaire d'un bachelor de l'université du Massachusetts à Amherst (1987) et suit des cours aux Dorsey Studios for the Performing Arts et à l'université de Californie du Sud. Elle est également membre du Radcliffe Institute  et de l'Institut Aspen de l'Université Harvard, ainsi que directrice du MIT Media Lab.

## Vie privée
En 2001, Ifeoma épouse Tani Fáfúnwá, le fils de Babs Fafunwa (en), et en 2003 elle retourne au Nigeria où elle vit et travaille actuellement. Ifeoma et Tani ont quatre enfants,.

## Art et travail
Ifeoma Fáfúnwá se décrit comme une créatrice de théâtre à impact social, une artiste et une activiste. Elle écrit, met en scène et produit des pièces socialement transformatrices. Elle anime également des ateliers de théâtre et de narration bénévoles. Elle est directrice de la création à la Fondation iOpenEye Africa.
Sa pièce la plus remarquable, Hear Word!, est une collection de monologues basés sur des histoires vraies de luttes pour l'égalité des femmes nigérianes. Elle débute en 2004 et est décrite par le Boston Globe comme « un appel à la solidarité et à l'autonomisation des femmes ». Ben Brantley du New York Times écrit que « la luminosité rayonnant de son casting entièrement féminin a l'éclat et la chaleur d'un feu de joie qui fait rage ». Sahara Reporters la qualifie de « profondément divertissante autant que profondément philosophique ». Hear Word ! est jouée en anglais, anglais nigérian, pidgin  et dans les langues locales. Il s'agit de la première pièce nigériane présentée à l'American Repertory Theatre et de la première pièce nigériane organisée par l'équipe du Festival international d'Édimbourg.
Parmi ls travaux antérieurs de réalisation, de production et d'écriture d'Ifeoma Fáfúnwá figurent Eggs & Fleas de Blue Sphere Alliance, les pièces de Sefi Atta, Bigger & Better et The Engagement, Digging for Gold produit par Lufodo, 100 Million Vagabonds et Love & Recession . Elle dirige également l'une des candidatures culturelles du Nigeria pour les Jeux olympiques de Londres 2012, et son travail est présenté au Lagos Theatre Festival, à la Tate Modern et au Festival international de théâtre de Londres (LIFT).

## Fondation iOpenEye Afrique
En 2014, Ifeoma Fáfúnwá fonde iOpenEye, une société de production nigériane qui produit du théâtre à impact social, propose une formation d'acteur pro bono et facilite des événements de dialogue ouvert,. Pour concentrer le travail d'impact de l'organisation, la Fondation iOpenEye Africa ouvre ses portes en 2019.

## Prix et reconnaissance
- 2023 - Lauréat Cultures de Résistance [18]
- 2020 - Prix Catalyst de la Fondation McNulty [19]
- 2019 - 12 Artists Who Changed the World [6]
- 2019 - Fellow du directeur du MIT Media Lab [9]
- 2018 - Access Bank -100 femmes les plus influentes au Nigeria
- 2017 - Radcliffe Fellow de l'Université Harvard [8]
- 2014 - Boursier en leadership mondial de l'Aspen Institute [4]
- 2013 - Boursier de l'Africa Leadership Initiative pour l'Afrique de l'Ouest [20]